# Notre-Dame de Galilée

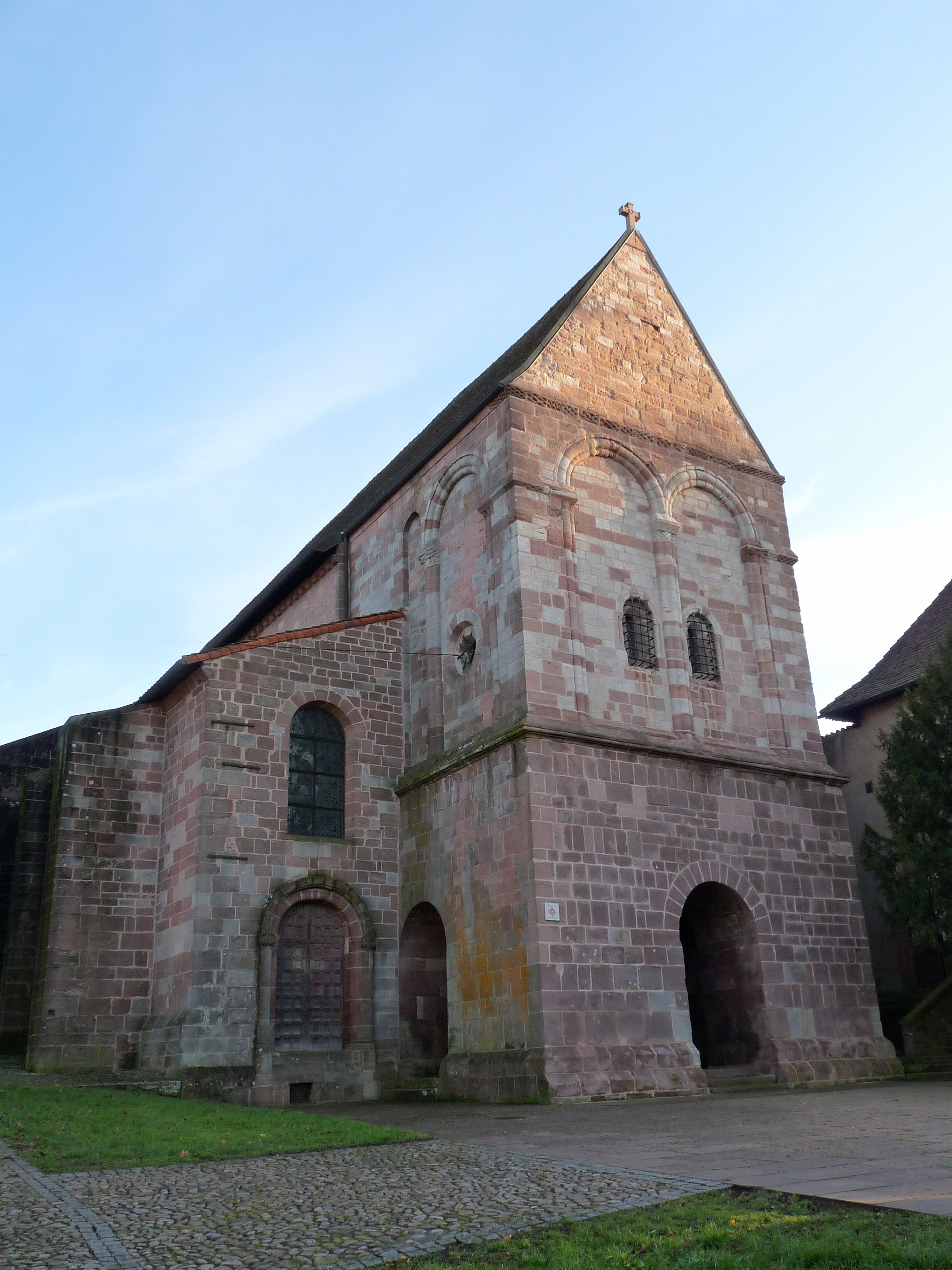
Westfassade der Kirche Notre Dame de Galilée

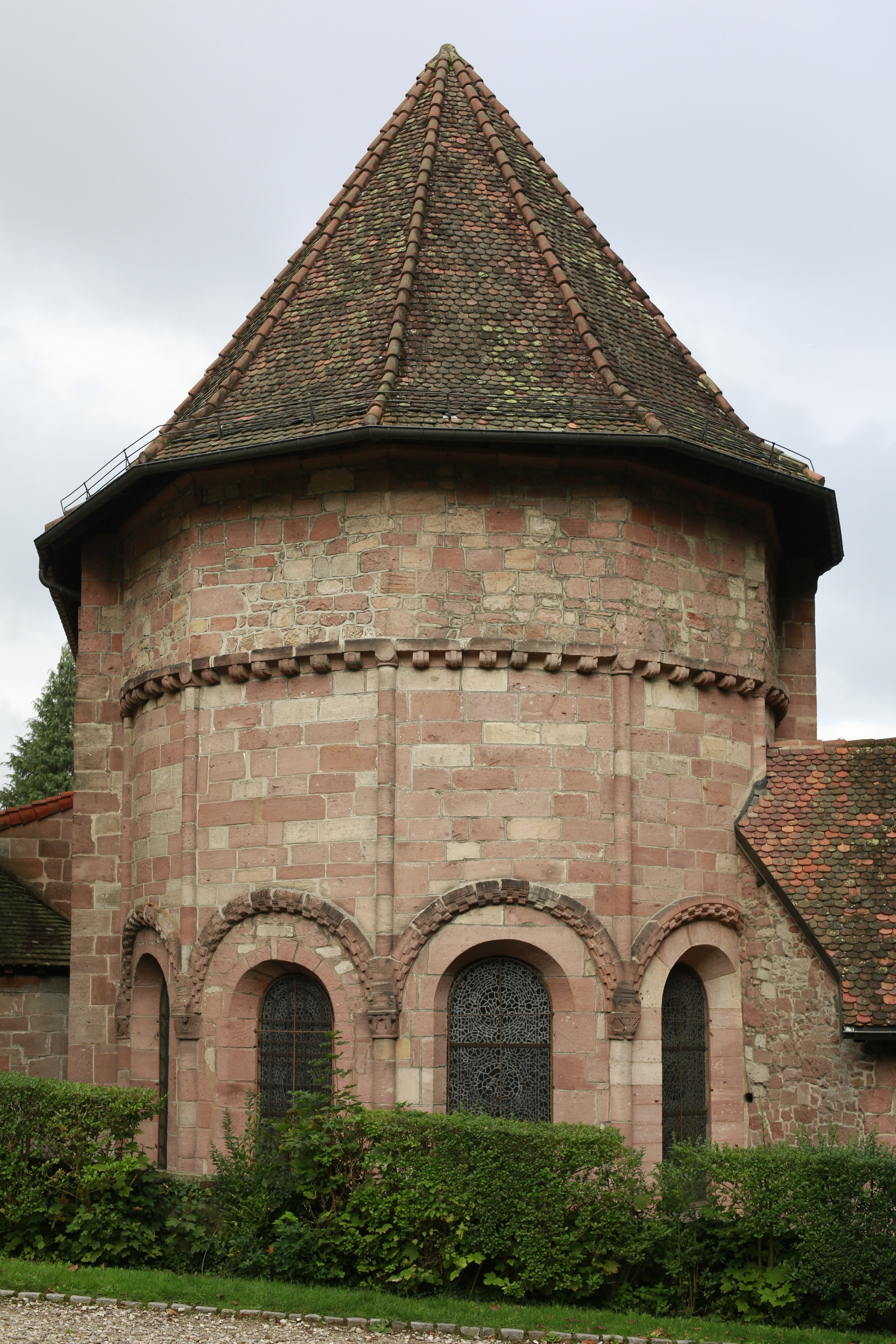
Später erhöhte Apsis

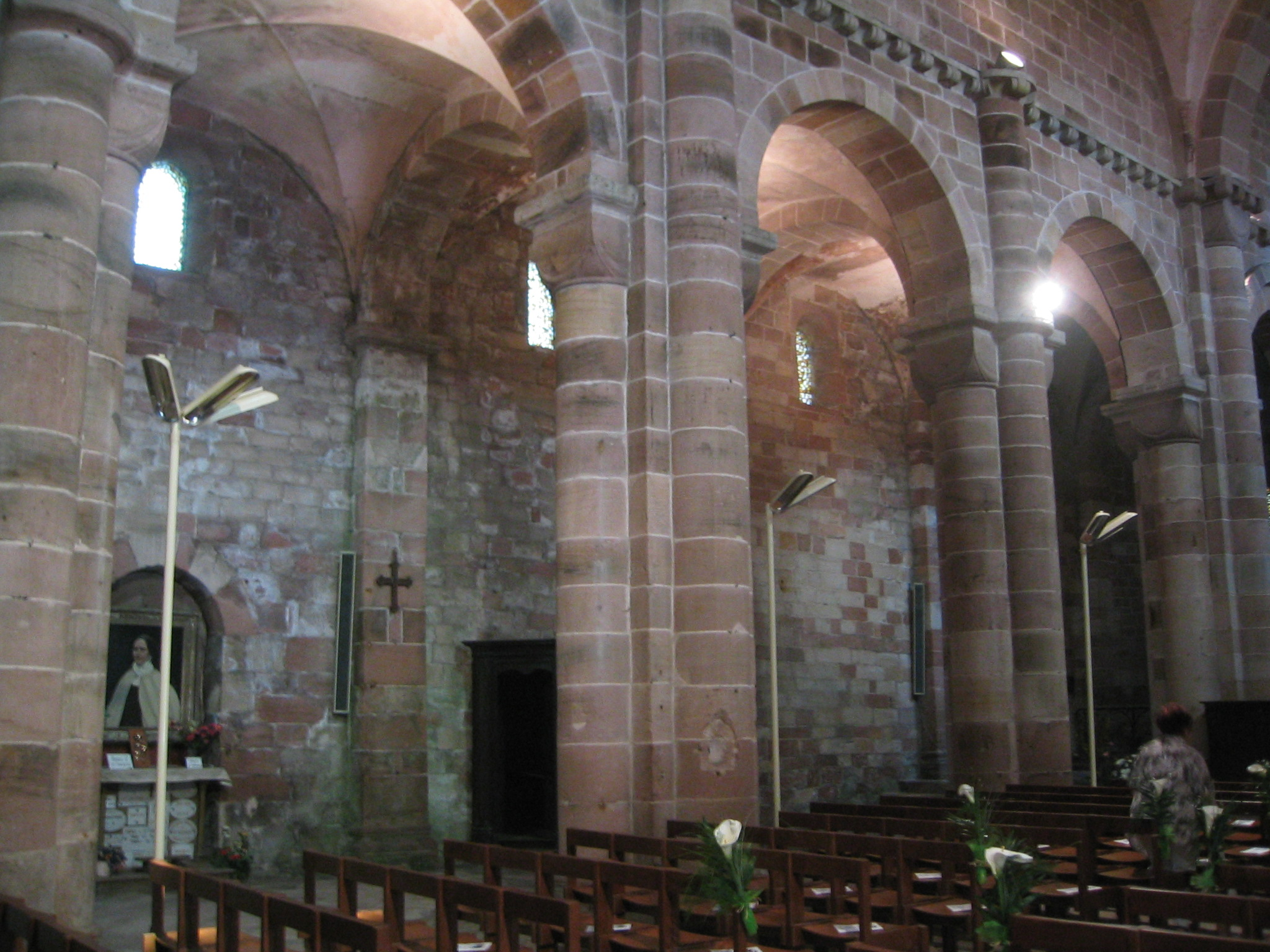
Mittel- und nördliches Seitenschiff

Die romanische Kirche Notre-Dame de Galilée oder Notre Dame de Saint-Dié (auch Petite Église genannt) befindet sich unmittelbar neben der Kathedrale von Saint-Dié in der Stadt Saint-Dié-des-Vosges in der Landschaft  der südlichen Vogesen. Der Kirchenbau ist seit dem Jahr 1886 als Monument historique anerkannt.

## Lage
Die in einer Höhe von ca. 340 m gelegene Kirche ist nur durch einen spätmittelalterlichen Kreuzgang (cloître) von der Kathedrale von Saint-Dié getrennt.

## Geschichte
Nach einem Brand des Vorgängerbaus wurde die Kirche ab dem Jahr 1155 neu errichtet. Der obere Hälfte des ehemaligen Westturms wurde nach einem erneuten Brand im Jahr 1554 mit einem schmucklosen Giebelfeld und einem einfachen Satteldach versehen.

## Architektur
Der dreischiffige Kirchenbau besteht nahezu ausschließlich aus dem rötlichen Sandstein der Vogesen. Schönster Bauteil ist die Apsis mit ihren ehemals fünf Rundbogenfenstern; sie wurde im 16. Jahrhundert aufgestockt, um die Gewölbe zu erneuern. Das Mittelschiff der Kirche ist heute zweigeschossig mit einer hohen Arkadenzone; ehemals setzte das Gewölbe wohl unmittelbar über dem umlaufenden Konsolenfries an. Die Seitenschiffe haben noch ihre originalen Kreuzgratgewölbe.

## Ausstattung
Zur Ausstattung gehören eine Grabfigur der Gräfin Richilde sowie ein im 19. Jahrhundert gefertigter Reliquienschrein.